# Culteranisme
El culteranisme també anomenat gongorisme és un dels corrents principals de la literatura barroca en castellà, derivat del conceptisme. Es basa en la complicació formal, amb referències clàssiques, molts llatinismes i cultismes i paraules poc usuals, preferentment esdrúixoles i derivades. El seu màxim exponent és Luis de Góngora, i a l'inici era un terme despectiu.
Les obres culteranes volen suscitar l'admiració del lector per una pretesa perfecció, en crear un món il·lusori de bellesa. Altres autors eren Gabriel de Bocángel, Francisco Trillo Figueroa, Salvador J.Polo de Medina, Juan de Tassis y Peralta i la mexicana sor Juana Inés de la Cruz.
| «                            | castellà: Era del año la estación florida en que el mentido robador de Europa […] luciente honor del cielo en campos de zafiro pace estrellas. | català: Era la primavera quan el mentider [Zeus, disfressat de bou], va raptar Europa […] lluint honor del cel en camps de safir peix estrelles. | » |
| — Luis de Gongora, Soledades | | |   |